# Black Metal (album)
 (mars 2012).
Si vous disposez d'ouvrages ou d'articles de référence ou si vous connaissez des sites web de qualité traitant du thème abordé ici, merci de compléter l'article en donnant les références utiles à sa vérifiabilité et en les liant à la section « Notes et références ».
Pour les articles homonymes, voir Black Metal (homonymie).
Albums de Venom
Welcome to Hell
(1981) At War with Satan
(1983)
Black Metal est le deuxième album studio du groupe de heavy metal britannique Venom. L'album est sorti en novembre 1982 sur le label Neat Records.
Après le succès de son premier album Welcome to Hell, Venom a poursuivi sur sa lancée et a reproduit quasiment la même recette sur son deuxième album. Cependant l'impact de cet album sur la scène heavy metal dépassera de loin celui de Welcome To Hell…
Black Metal est en effet de loin l'album le plus connu de Venom : plus gros succès commercial du groupe, il est également l'album qui a inspiré en grande partie l'imagerie et la musique du sous-genre éponyme, bien que la musique de Venom ne soit pas à proprement parler du black metal. L'expression musicale « black metal » est cependant née avec cet album de façon certaine.
Cet album a été remastérisé et réédité en 2002 par Sanctuary Records.
Une édition deluxe, comprenant un supplément DVD contenant le live The Seventh Date Of Hell, est sortie en 2009 pour l'anniversaire des 30 ans du groupe.

## Liste des titres
- Tous les titres sont signés Lant, Dunn et Bray.

### Version originale

#### Side Black
1. Black Metal - 3:40
2. To Hell And Back - 3:00
3. Buried Alive - 4:16
4. Raise The Dead - 2:45
5. Teacher's Pet - 4:41

#### Side Metal
1. Leave Me In Hell - 3:33
2. Sacrifice - 4:27
3. Heaven's On Fire - 3:40
4. Countess Bathory - 3:44
5. Don't Burn the Witch/At War With Satan (introduction) - 5:37

#### Version Deluxe Edition 2009
- Disc one: Black Metal original album + bonus tracks

1. Black Metal - 3:43
2. To Hell And Back - 3:03
3. Buried Alive - 4:14
4. Raise The Dead - 2:51
5. Teacher's Pet - 4:44
6. Leave Me In Hell - 3:35
7. Sacrifice - 4:30
8. Heaven's On Fire - 3:43
9. Countess Bathory - 3:44
10. Don't Burn the Witch - 3:21
11. At War With Satan (preview) - 2:19
12. Bursting Out (60 min + version) - 2:58
13. Black Metal (Radio one Session) - 3:08
14. Nightmare (Radio One Session) - 3:27
15. Too Loud for the Crowd (Radio One Session) - 2:09
16. Bloodlust (radio One Session) - 2:44
17. Die Hard (12" version) - 3:06
18. Acid Queen (12" version) - 2:31
19. Bursting out (12" version) - 2:59
20. Hounds of Hell (Outtake) - 3:20
21. Bloodlust (7" single A-side) - 2:57
22. In Nomine Satanas (7" single B-side - 3:23

- Disc two: The 7 th Date of Hell - Live at Hammersmith Odeon, London, Friday June 1st 1984 (DVD)

1. Intro - 1:07
2. Leave Me in Hell -3:28
3. Countess Bathory -4:32
4. Die Hard - 4:06
5. 7 Gates of Hell - 5:01
6. Cronos bass solo 84 - 2:39
7. Buried Alive - 3:10
8. Don't Burn the Witch - 2:58
9. In Nomine Satanas - 3:53
10. Welcome to Hell - 5:29
11. Warhead - 5:24
12. Stand Up & Be Counted - 4:47
13. Mantas guitar solo 84 - 3:02
14. Bloodlust - 7:29

- DVD bonus features

1. Bloodlust (promo video) - 3:15
2. Nightmare (promo video) - 4:54
3. Witching Hour (promo video) - 5:14

## Composition du groupe
- Cronos (Conrad Lant) : chant, basse
- Mantas (Jeffrey Dunn) : guitare
- Abaddon (Anthony Bray) : batterie

## Anecdotes
- La pochette de cet album est la première du groupe à arborer le logo « Venom » classique, ainsi que la première à voir figurer le fameux « Goat Lord » dessiné par Cronos, et qui réapparaîtra à de nombreuses reprises sur les futurs visuels du groupe.
- La dernière piste de ce disque est une sorte de bande-annonce du troisième album du groupe, le concept-album At War With Satan, paru deux ans plus tard et dont l'élaboration avait déjà commencé.